# Anne-Catherine Helvétius

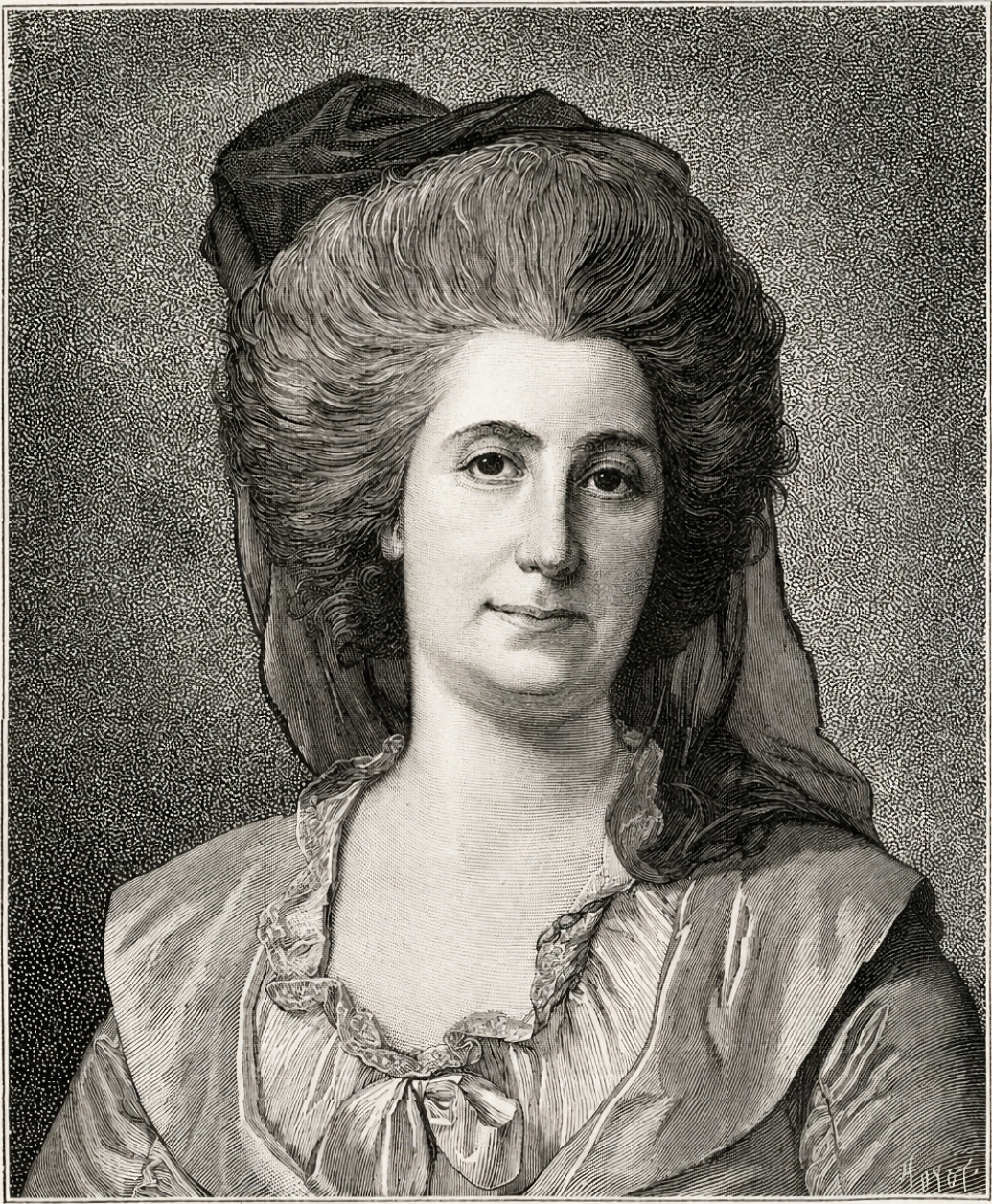
Anne-Catherine de Ligniville Helvétius en su madurez

Anne-Catherine Helvétius, nacida de Ligniville d'Autricourt (Nancy, 23 de julio de 1722 - Auteuil, 12 de agosto de 1800), llamada «Minette» por Turgot, fue una salonnière francesa del «Círculo de Auteuil» casada con el filósofo ilustrado Claude-Adrien Helvétius (1715-1771).

## Biografía
Fue una de los veintiún vástagos que alcanzaron a tener Jean-Jacques de Ligniville, chambelán de duque de Lorena y la sobrina del pintor Jacques Callot, Charlotte Elisabeth de Soreau d'Houdemont (1700-1762). Pertenecía, pues, a una de las más ilustres familias lorenesas, de las llamadas "purasangres de Lorena" (grands chevaux de Lorraine).
Prima de Françoise de Graffigny (la famosa autora de Lettres a une peruvienne, "Cartas a una peruana") esta se ofreció a cuidar de ella y la condujo a París con su hermano mayor para dejarla en un convento, de donde salió para casarse por poderes en París el 15 de agosto de 1751 con el filósofo y ferme générale Helvétius, quien renunció a este último cargo y mantuvo un salón concurrido durante casi cinco décadas por grandes figuras de la Ilustración francesa.
Residió primero en la calle Sainte-Anne y a partir de 1772 en Auteuil, constituyendo la llamada Sociedad de Auteuil, que incluía entre sus habituales a mujeres como Julie de Lespinasse y Suzanne Necker y a escritores como Fontenelle, Diderot, Chamfort, Duclos,  Saint Lambert, Marmontel, Roucher, Saurin, Chénier o Volney; a pensadores como Condorcet, Condillac, Holbach, Turgot, Destutt de Tracy, el abad Sieyès, el abad Galiani, el abad Morellet, el abad Raynal y el padre Beccaria. Figuraban allí también científicos como el matemático y enciclopedista D'Alembert, el químico Lavoisier, los  naturalistas Buffon y Cuvier o el médico Cabanis. Los artistas también tuvieron allí su lugar, como el escultor Houdon, el barón Gérard y personalidades de la edición como Charles Joseph Panckouke o François-Ambroise Didot. Entre los políticos que frecuentaban el salón de Anne-Catherine se encontraban Malesherbes, Talleyrand, Manon Roland y su marido Roland de Platière, Thomas Jefferson, Benjamin Franklin (quien la apodó "Nôtre Dame d'Auteuil" y una vez viuda le pidió matrimonio), Thomas Paine, Mirabeau, Pierre Daunou, Garat, Bergasse, François Andrieux o Napoléon Bonaparte. En este salón se produjo una famosa disputa regional entre Cabanis y el abate Morellet en abril de 1790.
De ingenio mordaz y amante de los gatos de angora, de los que llegó a tener dieciocho, dejó una abundante correspondencia que ha sido editada y tuvo que lidiar con las atrevidas ideas que defendía su marido, filósofo ilustrado, en su libro Del espíritu, provocador de tal escándalo que fue prohibido por el Parlamento de París. Se defendía allí que todas las ideas tienen su origen en sensaciones y estas son simplemente afecciones de los sentidos, yendo más allá y queriendo aplicar el empirismo de John Locke al campo moral y social hasta el punto de que este afirmó el valor supremo del interés, definible como un impulso hacia la obtención del placer y la eliminación del dolor y que procura los placeres más grandes y elevados, es decir la mayor felicidad: “Placer y pena son los dos únicos resortes que mueven y moverán el mundo”. 
Tras quedarse viuda en 1771 le pidieron matrimonio primero Turgot, el político y economista francés fundador de la fisiocracia, y el estadounidense Benjamin Franklin, el político, científico e inventor del pararrayos.